# Путровка
Путровка (укр. Путрівка) — село, входит в Васильковский район Киевской области Украины.
Население по переписи 2001 года составляло 1567 человек. Почтовый индекс — 08625. Телефонный код — 4571. Занимает площадь 2,356 км². Код КОАТУУ — 3221487001.

## Местный совет
08625, Київська обл., Васильківський р-н, с.Путрівка, вул. Путрівська,119